# Lycosa signiventris
Lycosa signiventris är en spindelart som beskrevs av Banks 1909. Lycosa signiventris ingår i släktet Lycosa och familjen vargspindlar. Inga underarter finns listade i Catalogue of Life.